# Mus mahomet
Mus mahomet (Миша Магомет) — вид роду мишей (Mus).

## Поширення
Країни поширення: Еритрея, Ефіопія, Кенія, Уганда.

## Екологія
Зустрічається в гірських лісах, серед чагарників і луків на ефіопському плато.